# Pontis (Alpes-de-Haute-Provence)
Pontis település Franciaországban, Alpes-de-Haute-Provence megyében. Lakosainak száma 95 fő (2022. január 1.). Pontis Le Lauzet-Ubaye, Chorges, Crots, Prunières, Le Sauze-du-Lac és Savines-le-Lac községekkel határos.

## Népesség
A település népességének változása:
| Lakosok száma | 64   | 63   | 44   | 65   | 80   | 85   | 84   | 92   | 96   | 95   |
|               | 1968 | 1982 | 1990 | 2006 | 2013 | 2015 | 2017 | 2019 | 2020 | 2022 |